# Вестсайдська історія (фільм, 1961)
«Вестсайдська історія» (англ. West Side Story) — кінофільм режисерів Роберта Вайза і Джерома Роббінса, знятий у 1961 році. Кіноверсія однойменного бродвейського мюзиклу 1957 року, створеного нащадками єврейських емігрантів з Рівного — композитором Леонардом Бернстайном і автором пісень Стівеном Сондхаймом. За версією Американського інституту кінематографії, цей фільм посідає друге місце у списку найкращих мюзиклів усіх часів. Зокрема, стрічка була пропущена радянською цензурою та була допущена до прокату в СРСР.

## Сюжет
В основу сценарію покладена класична п'єса Вільяма Шекспіра «Ромео і Джульєтта», тільки перенесена в Нью-Йорк XX ст., у часи панування банд у кварталі Вест Сайд. По один бік опиняється Марія, пуерториканка-емігрантка, по інший — Тоні, який входить до банди білих італійців. Відмінностей від оригіналу мало. Класичні сцени майже повторені, тільки перенесені у нью-йоркську натуру. Перша зустріч Ромео і Джульєтти на балу, зустріч Марії й Антонія (Тоні) відбулась на танцях, у п'єсі ворогують родини Монтеккі та Капулетті, у фільмі ворогують дві банди, що стали тимчасовими родинами для небезпечної молоді, сцена в саду замінена у фільмі на сцену на вулиці страшного мегаполіса, а мармурові сходи італійського палацу на потворні металеві сходи бідняцького кварталу. Порожнеча місцевих білих непримиренна з емігрантами пуерториканцями й має джерела у давній традиції расизму в американському суспільстві. Марія за фільмом відповідає Джульєтті, Тоні — аналог Ромео, а ченця Лоренцо нагадує власною роллю бармен Док. Наприкінці історії гине лише Тоні, що першим у банді усвідомив безглуздя ворожнечі та намагався примирити ворогуючий натовп. Його прозріння розцінили як слабкодухість, зраду своєї банди й покарали смертю.
Динамічні події фільму переривають майже опереткові й повільні за ритмом арії (саундтреки), що стали хітами. Власну роль у кінострічці відіграють енергійні й майже дискотечні танці, котрі продовжують лінію образливого протистояння двох банд, небезпечного змагання і демонстрації загроз. Це виглядало шокуюче для прихильників танців у радянських стрічках, де танці були втіленням балетної ввічливості та шляхетності. Шляхетність у танцях «Вестсайдської історії» відкинута геть, хоча над професіоналізмом виконання масових танців у фільмі попрацювали відмінно.
Суворість подій підкреслила і спроба зґвалтувати беззахисну Аніту білими американцями як покарання за приналежність до пуерториканців. Після спроби зґвалтування не приваблюють ні білі американці, ні бандиткуваті пуерториканці, ні холодні стосунки батьків (алкоголіків і невдах) з подорослішалими дітьми. Це переводило драматичну кінострічку у розряд фільмів з антигероями.
Наприкінці фільму обидві банди повільно виносять померлого Тоні, що було поступкою хепі-енду та ілюзії примирення. Але у примирення двох банд не віриться. Смерть пересічної особи перестала бути важливою подією у містах, а сама смерть нічому не навчає натовп. Трагічна історія приречена на повтори.

## У ролях
- Наталі Вуд — Марія (озвучування пісень — Марні Ніксон)
- Річард Беймер — Тоні
- Расс Темблін — Ріфф
- Ріта Морено — Аніта
- Джордж Чакіріс — Бернардо
- Саймон Оукленд — Шренк
- Нед Гласс — Док
- Вільям Бремлі — Крупке
- Такер Сміт — Айс
- Тоні Морденте — Екшн

## Зйомки фільму
Фільм знімали на Мангеттені, в районі 61-ї та 110-й вулиці. У той час там був квартал нетрів, який був виселений і призначений до знесення. Перед тим як знести даний квартал, там були зроблені зйомки фільму. Нині квартал знесено, і на його місці побудовано Лінкольн-центр.

## Нагороди та номінації

### Нагороди
- 1962 — 10 премій «Оскар»: найкращий фільм (Роберт Вайз), режисер (Роберт Вайз, Джером Роббінс), операторська робота (Деніел Л. Фапп), актор другого плану (Джордж Чакіріс), акторка другого плану (Рита Морено), музика для музичного фільму (Сол Чаплін, Джонні Грін, Сід Ремін, Ірвін Костал), монтаж (Томас Стенфорд), декорації (Борис Левен, Віктор Гангелін), костюми (Ірен Шарафф) і звук (Фред Хайнс, Гордон Сойєр).

Вперше в історії премії «Оскар» режисерська нагорода була розділена між двома людьми.
- 1962 — 3 премії «Золотий глобус»: найкращий мюзикл, актор другого плану (Джордж Чакіріс) і акторка другого плану (Рита Морено).
- 1962 — премія «Греммі» за найкращий саундтрек, записаний оригінальним складом кінофільму (Сол Чаплін, Джонні Грін, Сід Ремін, Ірвін Костал)

### Номінації
- 1962 — номінація на премію «Оскар» за найкращий адаптований сценарій (Ернест Леман)
- 1963 — номінація на премію BAFTA за найкращий фільм
- 1962 — 2 номінації на премію «Золотий глобус»: найкращий актор мюзиклу / комедії (Річард Беймер), найкращий режисер (Роберт Вайз, Джером Роббінс)

## Саундтрек
Музику до фільму написав композитор Леонард Бернстайн (англ. Leonard Bernstein) у співавторстві зі Стівеном Сондхейма (англ. Stephen Sondheim).
Саундтреки:
- «Maria»
- «Somewhere»
- «Tonight»

Також:
- «Prologue» (Jet song, Tonight, Maria)
- «Somethings coming»
- «Dance at the Gym»
- «America»
- «Gee officer Crupke»
- «I feel pretty, oh, so pretty»